# Wieluń Wąskotorowy
Wieluń Wąskotorowy – nieczynna wąskotorowa stacja kolejowa w Wieluniu, w województwie łódzkim, w Polsce.